# Najstariji bunar u Drijenči
Najstariji bunar u Drijenči nalazi se u zaseoku Bučju. Zbog starine i arhitektonske izvedbe razmatra ga se za nacionalni spomenik BiH kao spomenik pučkog graditeljstva.
Voda u ovom bunaru najbolje je pitkosti od svih drugih bunara. Starost je teško datirati i potrebna su dodatna geološka i arheološka istraživanja. Nitko mu ne zna točnu starost, a i najstariji Drijenčani svjedoče da su njihovi stari mještani, umrli kad su današnji najstariji bili još djeca, sjećali se da da je postojao i prije njih. Ne zna se ni tko je napravio stari bunar. To je još jedan detalj koji upućuje da je postojao na tim prostorima, najstariji drjenački predak Pio (Piljo). Najvjerojatnije je i najstariji bunar u svom širem okruženju. Po svemu sudeći još je jednim dokazom da se na području Drijenče živjelo još puno prije turskih osvajanja, no zbog nedostataka ili uništenja pisanih dokumenata i smrti nositelja sjećanja te nedostataka znanstvenijih geoloških istraživanja na tim prostorima, taj je podatak ostao nepotvrđen.
Postojani je izvor vode. U sjećanjima najstarijih je da su prolaznici rado navraćali i okrepljivali. Bunar nikad nije presušivao, ni po najvećim ljetnim vrućinama niti po najvećim sušama. Voda je iz bunara ljeti hladna. U hladna zimska vremena iz bunara se pari zbog razlike u temperaturi vode u bunaru i vanjske temperature, što znači da vodotok koji ga napaja nije blizu površine niti pod utjecajem atmosferske temperature. Nikad nije presušio iako su u blizini iskopana još dva bunara.
Kamen kojim je zidan bunar izgledom sliči na kamen kakvim su stari Rimljani zidali bunare, a zbog tradicije i običaja gradnje bunara, ne smije se isključivati ni Ilire. Ostali stari bunari u kraju su ozidani kamenom iz obližnjih rijeka (rijeke Bučjanke ili rijeke Drenačke), dok su noviji bunari bušeni i u njih su ubacivane betonske cijevi.